# (12461) 1997 AM5
(12461) 1997 AM5 est un astéroïde de la ceinture principale d'astéroïdes découvert en 1997.

## Description
(12461) 1997 AM5 a été découvert le 7 janvier 1997 à l'observatoire astronomique d'Ōizumi, situé à Ōizumi, dans la préfecture de Gunma, au Japon, par Takao Kobayashi.

### Caractéristiques orbitales
L'orbite de cet astéroïde est caractérisée par un demi-grand axe de 2,33 UA, un périhélie de 2,00 UA, une excentricité de 0,14 et une inclinaison de 3,60° par rapport à l'écliptique. Du fait de ces caractéristiques, à savoir un demi-grand axe compris entre 2 et 3,2 UA et un périhélie supérieur à 1,666 UA, il est classé, selon la JPL Small-Body Database, comme objet de la ceinture principale d'astéroïdes.

### Caractéristiques physiques
(12461) 1997 AM5 a une magnitude absolue (H) de 14,5 et un albédo estimé à 0,077.